# Giro dell'Emilia 1942
Il Giro dell'Emilia 1942, ventinovesima edizione della corsa, si svolse il 31 maggio 1942 su un percorso di 235 km con partenza e arrivo a Bologna. Valido come quarta prova del Giro d'Italia di guerra 1942, fu vinto dall'italiano Adolfo Leoni, che completò il percorso in 6h55'00" precedendo in volata i connazionali Aldo Bini e Cino Cinelli. Conclusero la prova, aperta a professionisti e indipendenti, 39 dei 60 ciclisti al via.

## Percorso
Il percorso di gara fu identico a quello dell'edizione 1941. Dopo il via da Bologna, attraversò nell'ordine Castel Maggiore, San Giorgio di Piano, Argelato, Castello d'Argile, Pieve di Cento, Cento, San Giovanni in Persiceto, Nonantola, Modena (km 67), Formigine, Maranello, Serramazzoni (791 m s.l.m.), Pavullo nel Frignano (km 117), Sestola (920 m s.l.m.), La Masera, Lizzano in Belvedere, Silla di Gaggio Montano, Riola, Vergato (km 200), Marzabotto, Sasso Marconi e Casalecchio di Reno, concludendosi al Velodromo di Bologna dopo 235 km.

## Ordine d'arrivo (Top 10)
| Pos. | Corridore         | Squadra         | Tempo     |
| ---- | ----------------- | --------------- | --------- |
| 1    | Adolfo Leoni      | Bianchi         | 6h55'00"' |
| 2    | Aldo Bini         | Bianchi         | s.t.      |
| 3    | Cino Cinelli      | Bianchi         | s.t.      |
| 4    | Gino Bartali      | Legnano         | s.t.      |
| 5    | Fausto Coppi      | Legnano         | s.t.      |
| 6    | Quirino Toccaceli | Mil. Postelegr. | s.t.      |
| 7    | Fiorenzo Magni    | Bianchi         | s.t.      |
| 8    | Giovanni Brotto   | Bianchi         | s.t.      |
| 9    | Pietro Chiappini  | Legnano         | s.t.      |
| 10   | Alfredo Martini   | Bianchi         | a 20"     |